# Olga Cicanci
Olga Cicanci (* 20. April 1940 in Cahul, Bessarabien, heute Moldawien; † 7. Februar 2013 in Bukarest) war eine rumänische Neogräzistin, Historikerin und Paläographin.

## Leben
Olga Cicanci, die mütterlicherseits griechischer Abstammung war, beendete 1962 ihr Studium der Geschichte an der Fakultät für Geschichte der Universität Bukarest. Sie war Forscherin in der Abteilung für Weltgeschichte des Instituts N. Iorga der Rumänischen Akademie (1962–1969) und im Institut für Südosteuropäische Studien der rumänischen Akademie (1969–1996). 1976 wurde sie ebendort mit einer Dissertation zu den griechischen Handelsgesellschaften in Transsylvanien in Geschichte promoviert. Seit 1993 war sie Dozentin, später Professorin der griechischen Paläographie und Geschichte an der Fakultät für Geschichte der Universität Bukarest und an der Fakultät für Archivwissenschaften an der Polizeiakademie Alexandru Ioan Cuza in Bukarest. Sie war Gründungsmitglied der Rumänischen Gesellschaft für Neogräzistik und seit 1998 deren Vorsitzende.
1981 erhielt sie den Nicolae Balcescu-Preis der Rumänischen Akademie, 2001 das Ritterkreuz des rumänischen Kultur-Verdienst-Ordens.

## Forschungsschwerpunkte
In ihrer 1981 von der Rumänischen Akademie preisgekrönten Dissertation behandelte sie das Schicksal der griechischen Handelsgesellschaften in den transsylvanischen Städten Brașov und Sibiu zwischen dem 17. und dem 19. Jahrhundert. Zu den Forschungen zum griechischen Druckereiwesen in Rumänien hat sie ebenso wie zu weiteren Themen der griechische Diaspora in Rumänien wesentliche Beiträge geleistet. Zu verschiedenen griechischen Persönlichkeiten, die mit Rumänien in Verbindung standen, wie etwa Rigas Velestinlis, Daniil Philippidis (Δανιήλ Φιλιππίδης), Markos Porphyropoulos (Μάρκος Πορφυρόπουλος, fl. 17. Jh.) und Chrysanthos Notaras (Χρύσανθος Νοταράς, 1655/1660–1731), verfasste sie wesentliche Beiträge. Darüber hinaus edierte und übersetzte sie die Ιστορία της Ρουμουνίας (Geschichte Rumäniens) des Thessalers Daniil Philippidis und die Ιστορία εκκλησιαστών τε και πολιτικών πραγμάτων (Geschichte kirchlicher und politischer Angelegenheiten) des Athanasios Komninos Ypsilantis (Αθανάσιος Κομνηνός Υψηλάντης, * 1711).

## Schriften (Auswahl)
- Companiile greceşti din Transilvania şi comerţul european în anii 1636–1746. Bukarest 1981. („Die griechischen Gesellschaften in Transsylvanien und der europäische Handel in den Jahren 1636–1746“)
- Médecins grecs participants à la vie politique et culturelle des Pays Roumains aux XVIIe et XVIIIe siècles. In: Δελτίο Κέντρου Μικρασιατικών Σπουδών 10, 1993–1994.
- Presa de limbă greacă din România în veacul al XIX-lea. Bukarest 1995. („Das griechische Druckereiwesen im Rumänien des 19. Jahrhunderts“)[1]
- Les Roumains. In: Association Internationale d’Etudes du Sud-Est Européen (Hrsg.), Pour une Grande Histoire des Balkans, dès origines aux Guerres Balkaniques. Paris, 2004.
- Représentants de la diaspora grecque dans la vie culturelle de l’espace roumain (fin XVIe–début XIXe siècle). In: Paschalis M. Kitromilidès, Anna Tabaki (Hrsg.), Relations gréco-roumains. Interculturalité et identité nationale. Athen, 2004.
- Rhigas Velestinlis et la vie socio-politique roumaine. In: Οι Ρουμάνοι για τον Ρήγα. Ιστορικές αναφορές. Εκδόσεις Ομόνοια, Bukarest 2007, S. 399–409.
- Το στάδιο της έρευνας σχετικά με την ελληνική εμπορική διάσπορα στον ρουμανικό χώρο (τον 17ο–18ο αιώνα). In: Εώα και Εσπέρια 7, 2007, S. 409–421, (PDF; online). („Der Forschungsstand in Bezug auf die griechische Handelsdiaspora im rumänischen Raum (17. bis 18. Jahrhundert)“)

### Mitwirkung in ihrer Funktion als Vorsitzende der Rumänischen Gesellschaft für Neogräzistik
- Constantin Litzica: Κατάλογος των Ελληνικών Χειρογράφων της Βιβλιοθήκης της Ρουμανικής Ακαδημίας. Πρώτος τόμος. Bukarest 2005 (Nrn. 1–830). („Katalog der griechischen Handschriften der Bibliothek der Rumänischen Akademie“)
- Νέστωρ Καμαριανός: Κατάλογος των Ελληνικών Χειρογράφων της Βιβλιοθήκης της Ρουμανικής Ακαδημίας. Δεύτερος τόμος. Bukarest 2005 (Nrn. 831–1066)
- Mihai Karatassou: Κατάλογος των Ελληνικών Χειρογράφων της Βιβλιοθήκης της Ρουμανικής Ακαδημίας. Τρίτος τόμος. Bukarest 2005 (Nrn. 1067–1350)

### Übersetzungen ins Rumänische
- Daniil Philippidis: Istoria României. Übersetzung ins Rumänische, Einführung und Erläuterungen von Olga Cicanci. Pegasus Press, Bukarest 2004.
- Σταυρινός-Παλαμήδης: Ριμάδια για τον Μιχαίλ Γενναίο. Μετάφραση, πρόλογος και σημειώσεις. Εκδόσεις Ομόνοια, Bukarest 2004.
- Πασχάλης Μ. Κιτρομηλίδης: Νεοελληνικός Διαφωτισμός. Οι κοινωνικές και πολιτικές ιδέες. Εκδόσεις Ομόνοια, Bukarest 2005.
- Αθανάσιος Κομνηνός Υψηλάντης: Ιστορία εκκλησιαστών τε και πολιτικών πραγμάτων. (Unveröffentlicht).